# Shaman
Shaman, справжнє ім'я Ярослав Юрійович Дронов (22 листопада 1991 , Новомосковськ, Тульська область ) — російський співак, музикант. Заслужений артист Росії (2024). 
За підтримку російського вторгнення в Україну перебуває під санкціями 27 країн Євросоюзу, України та Канади.

## Біографія
Народився 22 листопада 1991 року у Новомосковську. Його прабабуся співала в Оренбурзькому хорі, батько грав на гітарі, а мама добре співала. Ярослав із дитинства займався музикою.
У 4 роки вперше вийшов на сцену. З цього моменту він вів активну концертну діяльність і взяв участь у кількох десятках обласних, всеросійських та міжнародних конкурсів, виступав у колективі «Асорті».
Має три музичні освіти: навчався у музичній школі на відділенні «Народний спів», закінчив Новомосковський музичний коледж імені М. І. Глінки (спеціальність «Керівник народного хору»). Після цього переїхав до Москви, де закінчив Російську академію музики імені Гнесіних (факультет естрадно-джазового співу); дипломна робота, «захищена» Дроновим у цьому навчальному закладі, є плагіатом.
З 2014 по 2017 рік був солістом гурту «Час пік», який виконував кавер-версії пісень. З 2017 року Ярослав займається сольною творчістю. У 2018 році випустив кавер пісні «Танці на склі», що став популярним (станом на серпень 2022 року понад 44 млн переглядів) .

### Шоу «Фактор А»
У 2013 році взяв участь у третьому сезоні проєкту «Фактор А» . На відбірному турі виконав пісню «Дельтаплан» Валерія Леонтьєва. Голова журі Алла Пугачова позитивно оцінювала виступи Дронова, його голос, характеризувала його як «уособлення нового покоління зірок». Водночас вона зазначала, що Ярославу доведеться довго самостверджуватись. В одному з випусків шоу Дронов виконав пісню Пугачової «Білий сніг» — це виконання дуже сподобалося Аллі Борисівні, вона прокоментувала: «Просто очманіти!» У фіналі конкурсу Ярослав посів третє місце і отримав спеціальний приз від Алли Пугачової — премію «Золота зірка Алли».

### Шоу«Голос (Росія)»
У вересні 2014 року стартував третій сезон шоу «Голос», куди пройшов і Дронов (на той раз він виконав пісню «Знаешь»). Під час «сліпого прослуховування» до виконавця повернулися два члени журі — Діма Білан та Пелагея. Ярослав вирішив увійти до команди Пелагеї.
На етапі поєдинків він вийшов на сцену проти Заріфа Норова з піснею Seven Nation Army групи The White Stripes. Олександр Градський сказав, що виступ був «по-доброму мерзенний». Пелагея вирішила залишити Ярослава, а Заріфу довелося залишити проєкт. Далі Дронов виконав пісню «Боже, какой пустяк!». Музикант виступав разом з Алісою Ігнатьєвою та Іваном Чебановим.
Під час чвертьфіналу учасник вийшов на сцену проти Іллі Кірєєва та Анастасії Главатських. У цьому прямому ефірі Ярослав виступив із народною піснею «Когда молод был». Цю композицію Дронов запропонував сам, а наставниця підтримала та розвинула цю ідею. Глядачі та судді були зачаровані незвичайним вокалом, подачею та імпровізацією учасника команди Пелагеї.
У фіналі сезону Дронов посів друге місце.

### Shaman
З 2020 року Дронов виступає під сценічним псевдонімом Shaman. За власними словами, псевдонім йому дали слухачі, які так називали його у коментарях. Слова та музику пісень пише самостійно.
Восени 2021 року в інтернеті здобула популярність його пісня «Улетай» (текст куплетів власний, а приспів — кавер хору «Літай на крилах вітру» з опери «Князь Ігор» композитора Бородіна). Незабаром музиканта помітив продюсер Віктор Дробиш, який запропонував співпрацю: Дробиш просуває творчість Shaman'а і займається дистрибуцією його пісень, при цьому сам Shaman пише пісні і продюсує свою творчість.
23 лютого 2022 року артист випустив сингл «Встанем», завдяки якому його популярність зросла. Пісня присвячена ветеранам німецько-радянської війни. За півроку кліп зібрав 24 млн переглядів на YouTube.
3 березня 2022 року відбувся перший великий сольний концерт музиканта в Москві, після чого розпочався гастрольний тур містами Росії.
22 липня 2022 року, у розпал широкомасштабного російського вторгнення в Україну, Shaman випустив кліп на пісню «Я русский», який за першу добу зібрав мільйон переглядів на YouTube, а за перший місяць — 10 мільйонів. Музичний критик Павло Рудченко пояснив успіх кліпу своєчасною прем'єрою. Пісня та кліп активно використовувався російською пропагандою. 30 серпня 2022 року на пісню та кліп була випущена пародія «Я узкий», автором якої став творчий колектив, під керуванням Олександра Гудкова.
18 серпня 2022 року Shaman виступив на форумі «Таврида» у тимчасово окупованому Криму. 22 серпня, у День Державного прапора РФ, у Криму виконав Гімн Росії. Як анонсував пропагандист, наступна його пісня «буде діалогом з Богом».
За пісню «Встанем» отримав премію Music Box Gold. Також пісню високо оцінили пропагандисти Дмитро Кисельов та Олексій Піманов .

## Особисте життя
З 2012 по 2016 рік Ярослав був одружений з учителькою співу Мариною Рощупкіною, з якою познайомився в рідному Новомосковську. У них є донька Варвара, яка народилася 2014 року і живе з матір'ю.
З 2017 року одружений з Оленою Мартиновою, яка з 2018 року є заступником директора зі стратегічних комунікацій і просування бренду компанії Мегафон. 26 вересня 2024 року артист заявив про розлучення з Оленою.

## Санкції
З повномасштабного вторгнення РФ до України неодноразово брав участь в кремлівських концертах, присвячених війні, виступав із концертами в тимчасово окупованих регіонах України, виступав для ЗС РФ.
Підтримав загарбницьку політику щодо України, їздив з виступами на окуповані території, в тому числі і до зруйнованого Маріуполя.
17 березня 2023 року доданий до санкційного списку Латвії із забороною в'їзду до країни.
24 червня 2024 року проти Ярослава Дронова введено персональні санкції ЄС за підтримку путінського режиму.
У червні 2024 року профіль співака на Spotify було видалено сервісом.
25 лютого 2025 року СБУ заочно оголосила Дронову підозру за публічну підтримку і пропаганду війни Росії проти України.

## Дискографія
| Назва              | Рік  |
| ------------------ | ---- |
| «Луна»             | 2020 |
| «Лёд»              | 2020 |
| «Если тебя нет»    | 2020 |
| «Вспоминай меня»   | 2020 |
| «В невесомости»    | 2020 |
| «Самая»            | 2021 |
| «Родная»           | 2021 |
| «Девочка — весна»  | 2021 |
| «Огонь»            | 2021 |
| «Молодость»        | 2021 |
| «Таяли»            | 2021 |
| «Улетай»           | 2021 |
| «Мокрый дождь»     | 2021 |
| «Разлука-любовь»   | 2021 |
| «Теряем мы любовь» | 2022 |
| «Встанем»          | 2022 |
| «Ты моя»           | 2022 |
| «До самого неба»   | 2022 |
| «Я русский»        | 2022 |